# Liste der Naturdenkmale in Heubach
| Naturdenkmale | Anzahl |
| ------------- | ------ |
| FND           | 17     |
| END           | 5      |
| Gesamt        | 22     |

Die Liste der Naturdenkmale in Heubach nennt die verordneten Naturdenkmale (ND) der im baden-württembergischen Ostalbkreis liegenden Stadt Heubach. In Heubach gibt es insgesamt 22 als Naturdenkmal geschützte Objekte, davon 17 flächenhafte Naturdenkmale (FND) und 5 Einzelgebilde-Naturdenkmale (END).
Stand: 31. Oktober 2016.

## Flächenhafte Naturdenkmale (FND)
| Name                                       | Bild | Kennung     | Einzelheiten | Position | Fläche Hektar | Datum |
| ------------------------------------------ | ---- | ----------- | ------------ | -------- | ------------- | ----- |
| Baumbestand östl. Lautern                  | BW   | 81360280019 | Heubach      | ⊙        | 1,4           |       |
| Clemenshöhle                               | BW   | 81360280015 | Heubach      | ⊙        | 0,4           |       |
| Doline bei der Saatschule                  |      | 81360280010 | Heubach      | ⊙        | 0,4           |       |
| Erdfall im Schorren                        |      | 81360280008 | Heubach      | ⊙        | 0,3           |       |
| Griesbrunnen                               | BW   | 81360280001 | Heubach      | ⊙        | 0,0           |       |
| Hülbe im Schorren                          | BW   | 81360280011 | Heubach      | ⊙        | 0,1           |       |
| Karstquelle am Pfaffenberg                 |      | 81360280023 | Heubach      | ⊙        | 0,0           |       |
| Pflanzenstandort am Heidenburren           | BW   | 81360280014 | Heubach      | ⊙        | 1,8           |       |
| Pflanzenstandort auf dem Löher             |      | 81360280002 | Heubach      | ⊙        | 1,8           |       |
| Rosenstein-Westfelsen                      | BW   | 81360280018 | Heubach      | ⊙        | 3,1           |       |
| Scheuelberg - Felsenreihe mit Höhlen       |      | 81360280004 | Heubach      | ???      | 2,0           |       |
| Scheuelberg - Ostfelsen                    |      | 81360280003 | Heubach      | ???      | 0,4           |       |
| Talabschnitt des Wäschbaches               |      | 81360280022 | Heubach      | ⊙        | 1,6           |       |
| Teufelsklinge mit Karstquelle              |      | 81360280007 | Heubach      | ⊙        | 1,2           |       |
| Waldbestand beim Möhnhof                   |      | 81360280009 | Heubach      | ⊙        | 1,6           |       |
| Weidewald an der Wanderlinie mit Festplatz | BW   | 81360280012 | Heubach      | ⊙        | 2,8           |       |
| Weidewald an der Wanderlinie               | BW   | 81360280013 | Heubach      | ⊙        | 2,9           |       |
| Legende für Naturdenkmal                   |      |             |              |          |               |       |

## Einzelgebilde (END)
| Name                              | Bild | Kennung     | Einzelheiten | Position | Fläche Hektar | Datum |
| --------------------------------- | ---- | ----------- | ------------ | -------- | ------------- | ----- |
| 1 Buche auf dem Steigwasen        | BW   | 81360280017 | Heubach      | ⊙        | 0,0           |       |
| 1 Eiche am Nägelberg              | BW   | 81360280005 | Heubach      | ⊙        | 0,0           |       |
| 1 Linde, 3 Ulmen bei der Stellung | BW   | 81360280016 | Heubach      | ⊙        | 0,0           |       |
| 2 Linden bei Lautern              | BW   | 81360280020 | Heubach      | ⊙        | 0,0           |       |
| 5 Linden beim Schafhaus           |      | 81360280006 | Heubach      | ⊙        | 0,0           |       |
| Legende für Naturdenkmal          |      |             |              |          |               |       |